# The Sound of Music (chanson)
Pour les articles homonymes, voir La Mélodie du bonheur.
The Sound of Music (Le Son de la musique) est une chanson écrite par Richard Rodgers et Oscar Hammerstein II pour leur comédie musicale La Mélodie du bonheur (anglais : The Sound of Music), créée à Broadway en 1959.
Dans la comédie musicale, cette chanson présente le personnage de Maria, une jeune novice de l'abbaye de Nonnberg (à Salzbourg en Autriche).
La chanson a été créée sur scène par Mary Martin, l'interprète du rôle de Maria dans la production originale de Broadway de 1959. La version probablement la plus connue est celle chantée par Julie Andrews dans le film La Mélodie du bonheur sorti en 1965. Plus tard dans le film, la chanson est reprise par la famille Von Trapp.

## Accolades
La chanson, dans la version chantée par Julie Andrews dans le film La Mélodie du bonheur sorti en 1965, est classée 10e dans la liste des « 100 plus grandes chansons du cinéma américain » selon l'American Film Institute (AFI).